# Baryconus nigricornis
Baryconus nigricornis är en stekelart som först beskrevs av Cameron 1912.  Baryconus nigricornis ingår i släktet Baryconus och familjen Scelionidae. Inga underarter finns listade.